# Varanus mitchelli
Espèce
Statut de conservation UICN

 CR A4be : 
En danger critique
Statut CITES
Varanus mitchelli est une espèce de sauriens de la famille des Varanidae.

## Répartition
Cette espèce est endémique d'Australie. Elle se rencontre dans le Territoire du Nord et en Australie-Occidentale.

## Description
Long de 150 cm, il a une couleur vert foncé avec de petites taches jaunes sur le dos et une gorge jaune. Il est bien adapté à l'eau par sa longue queue et ses narines haut situées qui peuvent se fermer de façon étanche si besoin
Il peut atteindre une taille maximale de 70 cm, sa queue représentant les deux tiers de sa longueur totale. Il mesure 8 cm à la naissance, et atteint sa maturité sexuelle à une taille de 22 cm. On rencontre ce reptile dans l'eau douce comme dans les milieux marins, et il est notamment fréquent dans les mangroves, les marais, les côtes, les cours d'eau et les lacs du Territoire du Nord, en Australie. Il se nourrit de poissons et de crabes, mais aussi de grenouilles, lézards, œufs de reptiles, petits mammifères, d'oiseaux au nid et d'invertébrés terrestres. La saison de reproduction a lieu durant la saison sèche, et les femelles pondent une douzaine de petits œufs (2,5 cm sur 1,3 cm) entre avril et juin. Varanus mitchelli passe une bonne partie de la journée à se reposer sur des branches d'arbres surplombant l'eau.

## Étymologie
Cette espèce est nommée en l'honneur de Francis John Mitchell.

## Publication originale
- Mertens, 1958 : Bemerkungen über die Warane Australiens. Senckenbergiana biologica, vol. 39, p. 229-264.